# Blädinge socken
Blädinge socken i Småland ingick i Allbo härad i Värend, ingår sedan 1971 i Alvesta kommun i Kronobergs län och motsvarar från 2016 Blädinge distrikt.
Socknens areal är 80,01 kvadratkilometer, varav land 70,10. År 2000 fanns här 495 invånare. Blädinge kyrkby med sockenkyrkan Blädinge kyrka ligger i socknen.

## Administrativ historik
Blädinge socken har medeltida ursprung. 
Vid kommunreformen 1862 övergick socknens ansvar för de kyrkliga frågorna till Blädinge församling och för de borgerliga frågorna till Blädinge landskommun.  Denna senare inkorporerades 1952 i Vislanda landskommun som sedan 1971 uppgick i Alvesta kommun.
1 januari 2016 inrättades distriktet Blädinge, med samma omfattning som församlingen hade 1999/2000.
Socknen har tillhört samma fögderier och domsagor som Allbo härad. De indelta soldaterna tillhörde Kronobergs regemente, Skatelövs kompani, Smålands grenadjärkår, Sunnerbo kompani.

## Geografi
Blädinge socken ligger väster om sjön Salen. Socken består av odlingsbygd närmast sjön och mossrik skogsbygd väster därom.

## Fornminnen
Några hällkistor från stenåldern, några gravrösen från bronsåldern och några järnåldersgravfält samt en hällristning finns här.

## Namnet
Namnet (1350 Bädhinge), taget från kyrkbyn, har ett förled med oklar tolkning, både ett mansnamn och blad har föreslagits. Efterledet inge är en vanlig ortnamnsändelse som betyder boplats.

### Fotnoter
1. 1 2 3  Svensk Uppslagsbok andra upplagan 1947–1955: Blädinge socken
2. 1 2  Harlén, Hans; Harlén Eivy (2003). Sverige från A till Ö: geografisk-historisk uppslagsbok. Stockholm: Kommentus. Libris 9337075. ISBN 91-7345-139-8
3. ↑  Administrativ historik för Blädinge socken (Klicka på församlingsposten). Källa: Nationella arkivdatabasen, Riksarkivet.
4. 1 2  Sjögren, Otto (1931). Sverige geografisk beskrivning del 2 Östergötlands, Jönköpings, Kronobergs, Kalmar och Gotlands län. Stockholm: Wahlström & Widstrand. Libris 9939
5. 1 2 3  Nationalencyklopedin
6. ↑  Fornlämningar, Statens historiska museum: Blädinge socken
7. ↑  Fornminnesregistret, Riksantikvarieämbetet: Blädinge socken Fornminnen i socknen erhålls på kartan genom att skriva in sockennamn (utan "socken") i "Ange geografiskt område"